# Simon Huckestein
Simon Huckestein (* 5. November 1985 in Olpe) ist ein deutscher Leichtathlet, Duathlet und Triathlet. Er ist Deutscher Meister Crosslauf (2015), Deutscher Meister auf der Triathlon-Langdistanz (2022) und amtierender Deutscher Meister Duathlon (2024).

## Werdegang
2005 startete Simon Huckestein bei den Leichtathletik-U23-Europameisterschaften über 800 Meter, er schied aber im Vorlauf aus.

Huckestein startete 2008 und 2011  bei den Deutschen Leichtathletik-Meisterschaften im Crosslauf. 
2015 wurde er mit der Mannschaft der SG Wenden Deutscher Meister Crosslauf auf der Langstrecke in der Mannschaftswertung.
Im April 2022 wurde Huckestein Dritter in Alsdorf bei der Duathlon-Europameisterschaft.
Im August wurde er beim Ostseeman Deutscher Meister auf der Triathlon-Langdistanz (3,8 km Schwimmen, 180 km Radfahren und 42,195 km Laufen).
Im Mai 2024 wurde der 38-Jährige beim Powerman Alsdorf Deutscher Meister Duathlon und Sechster bei der Europameisterschaft.
Simon Huckestein lebt in Wenden in Nordrhein-Westfalen.

## Sportliche Erfolge
| Datum/Jahr   | Rang | Wettbewerb                               | Austragungsort      | Zeit     | Bemerkung                                                                                    |
| ------------ | ---- | ---------------------------------------- | ------------------- | -------- | -------------------------------------------------------------------------------------------- |
| 7. Aug. 2022 | 1    | DTU Deutsche Meisterschaften Langdistanz | Glücksburg (Ostsee) | 08:25:29 | Austragung im Rahmen des Ostseeman (3,8 km Schwimmen, 180 km Radfahren und 42,195 km Laufen) |

| Datum/Jahr    | Rang | Wettbewerb                                            | Austragungsort | Zeit     | Bemerkung                                                                  |
| ------------- | ---- | ----------------------------------------------------- | -------------- | -------- | -------------------------------------------------------------------------- |
| 5. Mai 2024   | 1    | DTU Deutsche Meisterschaft Duathlon                   | Alsdorf        | 02:29:42 | Deutscher Meister Duathlon                                                 |
| 5. Mai 2024   | 6    | ETU Middle Distance Duathlon European Championships   | Alsdorf        | 02:29:42 | Europameisterschaft Duathlon Mitteldistanz                                 |
| 22. Mai 2022  | 6    | Powerman Middle Distance Duathlon World Championships | Viborg         | 02:31:57 |                                                                            |
| 10. Apr. 2022 | 3    | ETU Middle Distance Duathlon European Championships   | Alsdorf        | 02:26:45 | Europameisterschaft Duathlon Mitteldistanz, hinter Kenneth Vandendriessche |

| Datum/Jahr    | Rang | Wettbewerb                                                     | Austragungsort   | Zeit  | Bemerkung                                    |
| ------------- | ---- | -------------------------------------------------------------- | ---------------- | ----- | -------------------------------------------- |
| 7. März 2015  | 1    | Deutsche Meisterschaft 2015 Crosslauf Langstrecke Mannschaft   | Markt Indersdorf |       | mit Ejob Solomun und Tim-Arne Sidenstein     |
| 5. März 2011  | 2    | Deutsche Meisterschaft 2011 Crosslauf Langstrecke Mannschaft   | Löningen         |       |                                              |
| 14. März 2009 | 7    | Deutsche Meisterschaft 2009 Crosslauf Mittelstrecke Mannschaft | Ingolstadt       |       | mit Niklas Bühner und Robert Schulte; 3,1 km |
| 8. März 2008  | 2    | Deutsche Meisterschaft 2008 Crosslauf Langstrecke Mannschaft   | Ohrdruf          | 33:17 |                                              |

(DNF – Did Not Finish)